# Helina spilariformis
Helina spilariformis är en tvåvingeart som beskrevs av Malloch 1922. Helina spilariformis ingår i släktet Helina och familjen husflugor. Inga underarter finns listade i Catalogue of Life.